# Mantispa coomani
Mantispa coomani is een insect uit de familie van de Mantispidae, die tot de orde netvleugeligen (Neuroptera) behoort. 
Mantispa coomani is voor het eerst wetenschappelijk beschreven door Navás in 1930.